# Собор Святого Патрика (Нью-Йорк)
Собор Святого Патрика (англ. St. Patrick's Cathedral) — католический храм в Нью-Йорке, выдающийся памятник неоготики. Собор внесён в реестр национальных исторических памятников США. Это самый большой построенный в неоготическом стиле католический храм США. Собор святого Патрика является кафедральным собором архиепархии Нью-Йорка. Собор расположен на перекрёстке Пятидесятой улицы и Пятой авеню, напротив Рокфеллеровского центра.

## История
Строительство храма началось в 1858 году и завершилось в 1878 году (работы были приостановлены на время Гражданской войны). Освящение собора состоялось 25 мая 1879 года. Башни были достроены в 1888 году.
Между 1927 и 1931 годами собор был отреставрирован.

## Архитектура
Собор выстроен из белого и коричневого мрамора, добытого в Нью-Йорке и Массачусетсе. Длина собора — 101 м, высота башен — 100 метров. В прошлом башни собора были одной из архитектурных доминант города, но теперь собор зажат со всех сторон более высокими небоскрёбами. Собор может вместить 2200 человек.